# 地方法院
地方法院（ちほうほういん）
- 日本占領下の朝鮮、台湾、関東州および南洋群島にあった裁判所である。その組織、権限は一様ではない。内地の地方裁判所または区裁判所に相当した。本項ではこの意味について解説する。
- 中華民国および大韓民国における下級裁判所のひとつ。日本の地方裁判所に相当する。

## 概要

### 朝鮮
朝鮮では民事、刑事で、第一審裁判が行われるほか、非訟事件に関する事務が取り扱われた。裁判は判事単独で行われるが訴訟物の価額が1000円を超える民事事件、死刑、無期、または短期1年以上の懲役もしくは禁錮に該当する犯罪事件、人事訴訟事件などは3人の判事で組織された部で合議される（朝鮮総督府裁判所令3条、4条）。

### 台湾
台湾では地方法院に単独部と合議部とが置かれ、前者は高等法院の上告部の特別権限および合議部の権限に属する事件を除く民事、刑事事件の第一審裁判および非訟事件が扱われ、後者は高等法院上告部の特別権限および単独部の管轄に属する事件を除く民事、刑事事件の第一審裁判および単独部の裁判に対する控訴、抗告に対する第二審としての裁判が行われた（台湾総督府法院条例2、3）。

### 関東州
関東州では民事、刑事の第一審裁判および登記事務を除く非訟事件が扱われ、組織は単独または合議とされた（関東州裁判令5、9）。

### 南洋群島
南洋群島では民事の第一審の裁判が行われかつ非訟事件が取り扱われ、判事単独で審理裁判された（南洋群島裁判令3、7）。